# ICON A5
ICON A5 je lahko amfibijsko športno letalo, ki ga razvija ameriško podjetje ICON Aircraft.Prvi let je bil leta 2008, proizvodnjo linijo so začeli pripravljati decembra 2012.
A5 je visokokrilnik večinoma grajen iz karbonskih vlaken. Ima uvlačljivo pristajalno podvozje. 100 konjski Rotax 912iS poganja trikraki propeler. Za večjo stabilnost na vodi sponsone. Krila se lahko zložijo za lažji transport in shranjevanje.
A5 ima za večjo varnost opcijo balističnega reševalnega padala. Posebnost v kokpitu A5 je indikator vpadnega kota.
Cena letala bo okrog $189000.

## Tehnične specifikacije
Okvirne specifikacije:
Podatki iz ICON Aircraft
Splošne karakteristike
- Posadka: 1 pilot
- Število sedežev: 1 potnik (skupaj 2)
- Tovor: 60 lbs (27 kg)
- Dolžina: 22 ft (6,7 m)
- Razpon kril: 34 ft (10,4 m)
- Višina: 7,1 ft (2,16 m)
- Teža praznega letala: 900-1000 lb (408-454 kg)
- Uporaben tovor: 430-530 lbs (195-240 kg)
- Maks. vzletna teža: 1430 lbs (648,6 kg)
- Pogon letala: 1 ×  Protibatni štirivaljnik Rotax 912 iS, 100 KM (74,5 kW)
- Propelerji: 1 propeler

 Zmogljivost 
- Maks. hitrost: 105 vozlov (120 mph, 192 km/h)
- Doseg: 300 nmi (345 mi, 556 km)